# Cymothoe
Cymothoe là một chi bướm thuộc phân họ Limenitidinae. Chi này phân bố ở vùng nhiệt đới châu Phi, nơi các loài được tìm thấy chủ yếu trong môi trường sống trong rừng, chủ yếu ở rừng Guinea ở Tây Phi và rừng Congo.

## Mô tả
Đây là những loài bướm có kích thước từ trung bình đến lớn (sải cánh 40–70 mm) thường có màu sắc khá sặc sỡ. Các loài trong chi này có nhiều màu sắc và hoa văn khác nhau. Trong số đáng chú ý nhất là một số loài có mặt trên có màu đỏ tươi hoặc cam. Một nhóm khác phần lớn có màu vàng nhạt; một số khác có màu vàng son đậm và nâu sô-cô-la hoặc trắng tinh.

## Sinh học
Ấu trùng ăn nhiều loại cây bụi và cây khác nhau. Các chi cây chủ được ghi nhận bao gồm Rawsonia và Kiggelaria (Achariaceae), Fernandoa và Kigelia (Bignoniaceae), Vismia (Hypericaceae), Dovyalis (Salicaceae) và Rinorea (Violaceae). Những con trưởng thành dành phần lớn thời gian trong tán cây nhưng cũng tìm kiếm những điểm có ánh nắng giữa các cây và ăn thực vật mục nát trên nền rừng.

## Phân loại
Các loai trong chi này biểu hiện sự lưỡng hình giới tính. Các cá thể cũng có thể khác nhau trong cùng một loài, đặc biệt là con cái. Ví dụ, con cái của C. caenis rất đa dạng đến mức các nhà phân loại đã mô tả 20 dạng loài khác nhau dựa trên sự khác biệt của chúng.
Chi chị em là Harma. Loài điển hình của chi này là Cymothoe althea.

## Nhóm loài
Xác định các nhóm loài là một cách thuận tiện để phân chia các chi được xác định rõ ràng với một số lượng lớn các loài được công nhận. Các loài Cymothoe được sắp xếp thành các tập hợp được gọi là "nhóm loài" nhưng (không phải siêu loài mà là một sự phân loại theo ngoại hình không chính thức). Đây có thể là hoặc không thể là các nhánh. Khi các nghiên cứu phát sinh chủng loại phân tử tiếp tục, các dòng dõi đủ khác biệt để đảm bảo một mức độ công nhận chính thức nào đó trở nên rõ ràng và các nhóm mới được đề xuất, nhưng việc xếp hạng nhất quán vẫn là một vấn đề.

## Các loài
Có khoảng 75 loài được biết đến.
Được liệt kê theo thứ tự bảng chữ cái trong các nhóm loài:
- Nhóm loài oemilius
  - Cymothoe oemilius (Doumet, 1859)
- Nhóm loài hyarbita
  - Cymothoe hyarbita (Hewitson, [1866])
  - Cymothoe reinholdi (Plötz, 1880)
- Nhóm loài lucasi
  - Cymothoe egesta (Cramer, 1775)
  - Cymothoe lucasii (Doumet, 1859)
  - Cymothoe megaesta Staudinger, 1889
  - Cymothoe owassae Schultze, 1916
- Nhóm loài không xác định
  - Cymothoe orphnina Karsch, 1894
- Nhóm loài lurida
  - Cymothoe colmanti Aurivillius, 1898
  - Cymothoe hypatha (Hewitson, 1866)
  - Cymothoe lurida (Butler, 1871)
- Nhóm loài không xác định
  - Cymothoe cyclades (Ward, 1871)
  - Cymothoe fontainei Overlaet, 1952
  - Cymothoe heliada (Hewitson, 1874)
  - Cymothoe herminia Grose-Smith, 1887
  - Cymothoe hesiodina Schultze, 1908
  - Cymothoe hesiodotus Staudinger, 1889
  - Cymothoe howarthi Rydon, 1981
  - Cymothoe isiro Rydon, 1981
  - Cymothoe ochreata Grose-Smith, 1890
  - Cymothoe sassiana Schouteden, 1912
  - Cymothoe weymeri Suffert, 1904
- Nhóm loài fumana
  - Cymothoe fumana (Westwood, 1850)
  - Cymothoe haynae Dewitz, 1886
- Nhóm loài không xác định
  - Cymothoe althea (Cramer, [1776])
  - Cymothoe amenides (Hewitson, 1874)
  - Cymothoe capella (Ward, 1871)
  - Cymothoe caprina Aurivillius, 1897
  - Cymothoe consanguis Aurivillius, 1896
  - Cymothoe coranus (Grose-Smith, 1889)
  - Cymothoe eris Aurivillius, 1896
- Nhóm loài caenis
  - Cymothoe alcimeda (Godart, [1824])
  - Cymothoe alticola Libert & Collins, 1997
  - Cymothoe caenis (Drury, [1773])
  - Cymothoe jodutta (Westwood, 1850)
  - Cymothoe teita van Someren, 1939
- Nhóm loài không xác định
  - Cymothoe adela Staudinger, 1889
  - Cymothoe altisidora (Hewitson, 1869)
  - Cymothoe amaniensis Rydon, 1980
  - Cymothoe angulifascia Aurivillius, 1897
  - Cymothoe aubergeri Plantrou, 1977
  - Cymothoe aurivillii Staudinger, 1899
  - Cymothoe beckeri (Herrich-Schäffer, [1853])
  - Cymothoe collarti Overlaet, 1942
  - Cymothoe collinsi Rydon, 1980
  - Cymothoe cottrelli Rydon, 1980
  - Cymothoe dujardini Viette, 1971
  - Cymothoe indamora Hewitson, 1866
  - Cymothoe lambertoni Oberthür, 1923
  - Cymothoe magambae Rydon, 1980
  - Cymothoe melanjae Bethune-Baker, 1926
  - Cymothoe vumbui Bethune-Baker, 1926
  - Cymothoe zenkeri Richelmann, 1913
  - Cymothoe zombana Bethune-Baker, 1926
- Nhóm loài sangaris
  - Cymothoe anitorgis (Hewitson, 1874)
  - Cymothoe aramis (Hewitson, 1865)
  - Cymothoe coccinata (Hewitson, 1874)
  - Cymothoe euthalioides Kirby, 1889
  - Cymothoe harmilla (Hewitson, 1874)
  - Cymothoe hobarti Butler, 1900
  - Cymothoe magnus Joicey & Talbot, 1928
  - Cymothoe ogova (Plötz, 1880)
  - Cymothoe sangaris (Godart, 1824)
- Nhóm loài không xác định
  - Cymothoe arcuata Overlaet, 1945
  - Cymothoe crocea Schultze, 1917
  - Cymothoe distincta Overlaet, 1944
  - Cymothoe excelsa Neustetter, 1912
  - Cymothoe haimodia (Grose-Smith, 1887)
  - Cymothoe hartigi Belcastro, 1990
  - Cymothoe mabillei Overlaet, 1944
  - Cymothoe meridionalis Overlaet, 1944
  - Cymothoe preussi Staudinger, 1889
  - Cymothoe radialis Gaede, 1916
  - Cymothoe rebeli Neustetter, 1912
  - Cymothoe reginaeelisabethae Holland, 1920